# Cöln-Klasse
Die Cöln-Klasse war eine Klasse von zwei  Kleinen Kreuzern der Kaiserlichen Marine, die zum Ende des Ersten Weltkriegs zum Einsatz kamen.

## Allgemeines
Die Cöln-Klasse war die letzte Serie Kleiner Kreuzer der Kaiserlichen Marine. 1914 entworfen, sollten von ihr ursprünglich zehn Einheiten gebaut werden. Bis zum Kriegsende liefen aber nur sieben Schiffe vom Stapel. Der Rest (Ersatz Cöln, Ersatz Emden und Ersatz Karlsruhe) wurde nicht mehr fertig.
Die sieben Schiffe der Cöln-Klasse erhielten – ebenso wie die Einheiten der Königsberg-Klasse – Namen von Kleinen Kreuzern, die im Verlauf des Ersten Weltkrieges bereits verlorengegangen waren, aber im Vergleich zu ihren Namensvorgängern hatten sie einen Schrägsteven, waren größer, schneller und stärker bewaffnet.
Mangels Personal und Material konnten letztlich nur die Cöln II und die Dresden II  1918 in Dienst gestellt werden. Beide Schiffe kamen aber kaum noch zum Einsatz. Sie wurden nach dem Kriegsende in Scapa Flow interniert, wo sie sich am 21. Juni 1919 selbst versenkten.

## Liste der Schiffe
| Name             | Bauwerft                | Kiellegung | Stapellauf                               | Indienststellung                         | Verbleib                                      |
| ---------------- | ----------------------- | ---------- | ---------------------------------------- | ---------------------------------------- | --------------------------------------------- |
| SMS Cöln         | Blohm & Voss, Hamburg   | 1915       | 5. Oktober 1916                          | 17. Januar 1918                          | selbstversenkt am 21. Juni 1919 in Scapa Flow |
| SMS Wiesbaden    | AG Vulcan, Stettin      | 1915       | 3. März 1917                             | nicht fertiggestellt und 1920 abgewrackt | nicht fertiggestellt und 1920 abgewrackt      |
| SMS Dresden      | Howaldtswerke, Kiel     | 1916       | 25. April 1917                           | 28. März 1918                            | selbstversenkt am 21. Juni 1919 in Scapa Flow |
| SMS Magdeburg    | Howaldtswerke, Kiel     | 1916       | 17. November 1917                        | nicht fertiggestellt und 1922 abgewrackt | nicht fertiggestellt und 1922 abgewrackt      |
| SMS Leipzig      | AG Weser, Bremen        | 1916       | 28. Januar 1918                          | nicht fertiggestellt und 1921 abgewrackt | nicht fertiggestellt und 1921 abgewrackt      |
| SMS Rostock      | AG Vulcan, Stettin      | 1916       | 6. April 1918                            | nicht fertiggestellt und 1921 abgewrackt | nicht fertiggestellt und 1921 abgewrackt      |
| SMS Frauenlob    | Kaiserliche Werft, Kiel | 1916       | 16. Oktober 1918                         | nicht fertiggestellt und 1921 abgewrackt | nicht fertiggestellt und 1921 abgewrackt      |
| Ersatz Cöln      | AG Weser, Bremen        | 1916       | nicht fertiggestellt und 1921 abgewrackt | nicht fertiggestellt und 1921 abgewrackt | nicht fertiggestellt und 1921 abgewrackt      |
| Ersatz Emden     | AG Weser, Bremen        | 1916       | nicht fertiggestellt und 1921 abgewrackt | nicht fertiggestellt und 1921 abgewrackt | nicht fertiggestellt und 1921 abgewrackt      |
| Ersatz Karlsruhe | Kaiserliche Werft, Kiel | 1916       | nicht fertiggestellt und 1920 abgewrackt | nicht fertiggestellt und 1920 abgewrackt | nicht fertiggestellt und 1920 abgewrackt      |

## Technische Beschreibung

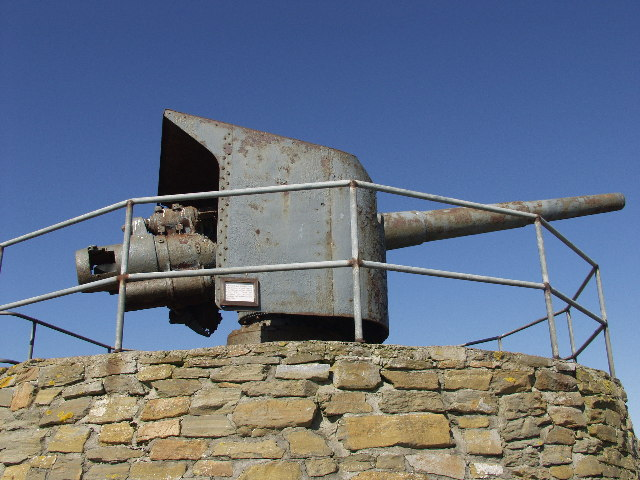
Seitenansicht eines 15-cm-SK L/45 Geschützes.

### Rumpf
Der Rumpf eines Kreuzers der Cöln-Klasse, unterteilt in wasserdichte Abteilungen und genietet, war 155,5 m lang, 14,2 m breit und hatte bei einer Einsatzverdrängung von 7.486 t einen Tiefgang von 6,43 m.

### Antrieb
Der Antrieb erfolgte durch 14 Dampferzeuger – acht kohle- und sechs ölbefeuerte Marinekessel – und zwei Turbinensätze mit denen eine Gesamtleistung von 31.000 PS (22.800 kW) erreicht wurde. Diese gaben ihre Leistung an zwei Wellen mit je einer Schraube ab. Die Höchstgeschwindigkeit betrug 27,5 Knoten (51 km/h) und die maximale Fahrstrecke 5.400 Seemeilen (10.001 km) bei 12 Knoten.

### Besatzung
Die 559 Mann starke Besatzung setzte sich aus 17 Offizieren und 542 Unteroffizieren bzw. Mannschaften zusammen.

### Bewaffnung
Die Artilleriebewaffnung bestand aus acht 15-cm-SK L/45 Geschützen in Einzellafette und drei 8,8-cm-SK L/45 in Einzellafette zur Flugabwehr. Des Weiteren waren vier 60-cm Deckstorpedorohre vorhanden und es konnten bis zu 200 Seeminen transportiert werden.